# L'arbre de Nadal (pel·lícula)
 L'arbre de Nadal  (títol original en francès: L'Arbre de Noël ) és una pel·lícula franco-italiana dirigida per Terence Young, estrenada el 1969. La pel·lícula és una adaptació lliure de L'arbre de Nadal de Michel Bataille. Ha estat doblada al català.

## Argument
Ric home de negocis franco-americà, Laurent Ségur és feliç de presentar la seva nova companya, Catherine Graziani, al seu jove fill, Pasqual, deu anys, la mare del qual ha mort accidentalment. És el començament de les vacances d'estiu. Pascal vol passar-los a Còrsega. Allà, a la vora del mar, el seu pare i ell veuen explotar un avió militar el pilot del qual ha pogut deixar anar en paracaigudes el seu preciós carregament: una bomba atòmica. Irradiat, Pascal és afectat de leucèmia i només li queden sis mesos de vida. Laurent, que deu la seva pròpia salvació per haver estat sota l'aigua en el moment fatídic, decideix oferir al noi la vida la més meravellosa que pugui i el porta a viure al castell que ha comprat, on els esperen Verdun, que va ser el seu company de resistència, i la vella governanta Marinette.

## Repartiment
- William Holden: Laurent Ségur
- Brook Fuller: Pascal Ségur
- Bourvil: Verdun
- Virna Lisi: Catherine Graziani
- Madeleine Damien: Marinette
- Friedrich von Ledebur: M. Vernet
- Mario Feliciani: Doctor
- Michel Thomass: amic cors de Verdun
- Yves Barsacq: Charlie Lebreton
- France Daunic: monitora